# Pingvini
Pingvini (lat. Spheniscidae) su ptice koje ne mogu letjeti, a žive na južnoj polutki. To je jedina porodica unutar reda Sphenisciformes, podrazreda ptica Neognathae. Pingvine obuhvaća šest rodova sa 17 ili 20 vrsta, što ovisi od autora. Smatra se vjerojatnim da su im, razvojno gledano, sestrinske grupe plijenori (Gaviiformes) i bubnjavke (Procellariiformes). Vrlo ih je lako razlikovati od svih ostalih ptica. Izvrsno su se prilagodile životu u moru, a djelomično i ekstremno hladnim područjima zemlje. Oni ne mogu letjeti, ali odlično plivaju velikom brzinom.

## Anatomijai fizički izgled
Pingvini su vrlo dobro prilagođeni životu u vodi. Njihova krila služe im za ronjenje i plivanje, i ne koriste ih za letenje. U vodi su stoga izuzetno okretni. U njihovom glatkom perju se nalazi sloj zraka koji ih štiti od hladnoće, ali i pomaže pri ronjenju. Većina vrsta je samo neznatno teža od težine vode koju istiskuju svojim tijelom, pa im je zbog toga relativno lako roniti. Pod vodom mogu doseći brzinu od 5 do 10 kilometara na sat, no neke vrste mogu plivati brže, do 36 kilometara na sat. Uron im može trajati i do 20 minuta. Prilikom brzog plivanja veslaju krilima. Zapravo, noge koriste kao vesla jer su im prsti spojeni kožom, a potisak postižu krilima. Kada plivaju lagano, koriste samo noge.
U divljini, pingvini najčešće dožive oko 20 godina (minimalno 15 godina), no neke vrste pingvina žive i nešto više.
Visina pingvina, što ovisi od vrste, može biti od oko 40 cm pa do 120 cm. Najviša vrsta pingvina je carski pingvin (Aptenodytes forsteri), čije su odrasle jedinke visoke oko 1,1 m i teške uglavnom oko 35 kg, obično oko 40 kg, te zbog toga spadaju među najveće članove podrazreda Neognathae. Najmanja vrsta je patuljasti pingvin (Eudyptula minor), koji je visok do 43 cm i težak oko 1 kg, te najviše može težiti do 1,5 kg. Obično u hladnijim krajevima žive veći, a u umjerenim i toplijim područjima manji pingvini, što se poklapa s Bergmanovim pravilom, kao i veličina i težina pingvina.
Neki prapovijesni pingvini bili su jako veliki. Oni su bili teški ili visoki kao čovjek. Njihova staništa nisu bila ograničena samo na Antarktiku, već su nastanjivali prostrana podantarktička područja. Fosili koji su 2007. godine nađeni u Peruu, govore o vrsti pingvina koji je bio visok oko 1,5 m s kljunom veličine od oko 30 cm i koji predstavlja najvišu do sada poznatu vrstu pingvina na svijetu. Fosili su nađeni u pustinji Atacama. Otkriveni fosili su stari oko 36 milijuna godina i datiraju iz jednog od najtoplijih razdoblja u posljednjih 65 milijuna godina. Razlike u veličini i težini različitih vrsta pingvina su značajne, no građa tijela i perja je, suprotno tome, unutar porodice vrlo homogeno.

### Građa
Zbijeno tijelo s uskim, ali snažnim krilima koja su im se oblikovala na način, da ih ptice koriste kao peraje i čini ih vrlo dobro prilagođenim životu u vodi. 
Za razliku od drugih ptica koje ne lete (nojevke), pingvini imaju na prsnoj kosti izraženo visoko oblikovan greben na koji se veže snažna letna muskulatura. Zbog otpora vode kod plivanja pod vodom potrebno je jednako toliko energije za spuštanje kao i za podizanje krila u zraku. Radi toga imaju pingvini veću površinu lopatica od svih drugih ptica, jer se na njih "prihvaćaju" mišići koji pokreću krila. Kosti nadlaktice i podlaktice su u laktu kruto sraštene u ravnoj crti što krilima preoblikovanim u peraje daje veću čvrstoću. Kosti, koje su inače kod drugih ptica šuplje, kod pingvina su guste i teške jer im nije potrebno smanjenje težine radi letenja, a cjevaste kosti su im ispunjene gustom, uljnatom koštanom srži.
Bedrene kosti su im vrlo kratke, zglobovi koljena kruti, a noge jako pomaknute prema natrag što uzrokuje njihov neobičan, gegav uspravan hod na kopnu. Stopala na kojima imaju plivaće kožice su relativno kratka, pa ptice na kopnu stoje na petama pri čemu im kruta repna pera služe kao potporanj. Rep im je vrlo smanjen. Kod drugih ptica koje rone, rep služi kao "kormilo", dok su kod pingvina tu ulogu preuzele noge. 
Većina pingvina nema dugačak kljun, ali je zato vrlo snažan. Iznimka su veliki pingvini (Aptenodytes), čiji je kljun, vjerojatno zbog prilagođavanja na plijen koji su brze ribe, dugačak, vitak i lagano savijen prema dolje. Pingvini provedu pola svog života u vodi, a pola na kopnu, dok po nekim izvorima provedu čak 75% života u vodi.Neke vrste napuštaju vodu samo radi parenja i u vrijeme mitarenja.

### Reguliranje topline
U svom okolišu su pingvini izloženi dijelom ekstremnim klimatskim uvjetima. Tome su se prilagodili raznim anatomskim osobinama. 
Za toplinsku izolaciju imaju prvo i do tri centimetra debeli sloj masnoće iznad koje su složena tri reda vodonepropusnog, gusto međusobno prepletenog i po cijelom tijelu ravnomjerno raspoređenog perja. Dijelova kože na kojem ne raste perje, Apterin, koje imaju gotovo sve druge ptice, pingvini uopće nemaju. Jedina iznimka su neke tropske vrste koje nemaju perje na licu. Zrak koji se zadržava u slojevima perja također efikasno služi u vodi za sprečavanje gubitka topline.
Pored toga, pingvini imaju vrlo dobro razvijen sistem "prijenosa topline" u perajama i nogama. Arterijska krv koja dolazi u ekstremitete velikim dijelom prenosi toplinu na venoznu krv koja se iz njih ohlađena kreće prema tijelu i grije ju prije nego što uđe u njega, tako da se gubitak topline smanjuje na minimum. 
S druge strane, što možda iznenađuje, neke vrste koje su se udomaćile u tropskim vodama, imaju problema s pregrijavanjem. Kako bi to spriječili, razvili su peraje koje u odnosu na tijelo imaju veću površinu nego kod drugih vrsta kako bi se povećala površina preko koje se može rashladiti krv. Osim toga, neke vrste nemaju perje na licu, tako da se brže rashlade u sjeni koju aktivno traže.

### Perje
Boja perja kod gotovo svih vrsta je na leđnoj strani tamno plavosivo koje se prelijeva u crno, dok im je boja s donje, trbušne strane bijela. Smatra se, da im je boja takva, kako bi se pri pogledu odozgo stopili s tamnom bojom dubokog mora, dok su s trbušne strane bijeli, kako bi pri pogledu odozdo prema gore odakle dopire i svjetlost, ponovo bili manje uočljivi u odnosu na osvijetljenu vodu. Gotovo svi pingvini iz potporodice Eudyptes imaju na glavi narandžasto-žuti ukras koji je vrlo upadljiv. Mlade životinje su uglavnom pokrivene jednobojnim paperjem, sivim ili smeđim, a samo neke vrste imaju bijele bokove i trbuh.
Najčešće nakon sezone gniježđenja i podizanja mladunaca, kod pingvina nastupa mitarenje, zamjena perja. U tom razdoblju, koje, ovisno o vrsti, može trajati od dva do šest tjedana, ptice troše svoje masne rezerve dvostruko brže nego ranije. Kod vrsta žutonogi pingvin (Pygoscelis papua) i galapagoskih pingvina (Spheniscus mendiculus) razdoblje mitarenja nije određeno i može biti u bilo koje vrijeme između dvije sezone gniježđenja. Ptice koje se ne gnijezde, obično se mitare ranije nego oni pripadnici iste vrste koji se gnijezde.

### Vid i sluh
Oči pingvina su građene da omoguće oštar vid pod vodom. Rožnica im je ekstremno ravna, tako da su ptice na kopnu lagano kratkovidne. Kod vrsta koje duboko rone, kao što su carski pingvini, su osim toga pupile krajnje rastezljive tako da se oči mogu vrlo brzo prilagoditi na različitu količinu svjetlosti prisutnu na površini vode, pa zatim na stotinjak metara dubine.  Prema sastavu pigmenta se smatra da pingvini bolje vide u plavom nego u crvenom dijelu svjetlosnog spektra, te da vjerojatno vide i ultraljubičasto svjetlo. Kako se crveni dio svjetlosnog spektra filtrira i gubi već u gornjim sloju vode, ovo svojstvo se može razumjeti kao evolucijska prilagodba uvjetima života pingvina.
Kao većina drugih ptica, niti pingvini nemaju vanjskih struktura uha. Kod ronjenja, posebno snažna pera ih vodonepropusno zatvaraju. Kod velikih pingvina je osim toga rub vanjskog uha tako povećan, da se može zatvoriti i tako zaštititi unutrašnje i srednje uho od oštećenja do kojih može dovesti pritisak kod ronjenja na veće dubine.
Pingvini se na kopnu međusobno sporazumijevaju glasanjem zvukovima koji podsjećaju na zvuk trube. Neki puštaju glasove poput magarećeg revenja, pa se jedna vrsta i zove magareći pingvin. Međutim, pod vodom pingvini ne puštaju glasove. Nije jasno, da li se ne glasaju da ne upozore grabežljivce na svoju prisutnost, ili kako ne bi prestrašili potencijalnu lovinu.

### Prirodni neprijatelji i otimanje mladunca
Najveći prirodni neprijatelji pingvina su neke morske životinje, poput morskih leoparda, morskih pasa i orki. Morski leopard je usamljen lovac, ali veoma efikasno lovi pingvine goneći ih oko ledenih santi. Kada pingvini poskaču u vodu, morski leopard obično promatra ispod ledenog brijega gdje ga pingvini ne vide, i kada se voda zapjenuši, morski leopard ih hvata. Ako ulovi jednog i pojede, on se obično povlači i ostala grupa pingvina mogu nastaviti kretanje po vodi. Procjenjuje se da godišnje od morskih leoparda strada oko 5% svih Adelijskih pingvina. Vjerojatno zbog ove i drugih opasnosti u vodi, pingvini ne mogu skakati u vodu i postoji velika mogućnost da stoje mnogo vremena na rubu ledenog brijega ili obali. Kad jedan od grupe pingvina skoči u vodu, svi ostali pingvini poskaču za njim.
Ako su mladunci ili jaja nebranjeni, lako postaju plijen galebova i pomornika. Odrasli pingvini se od ovih grabljivaca brane svojih snažnim kljunom. Pingvini se ne boje ljudi, pa im lako prilaze. Ako se pingvinu, mužjaku ili ženci, dogodi da izgubi mladunče ili jaje, ponekad se dogodi da pokuša ukrasti mladunče neke druge jedinke. U znanosti nije potpuno jasno zašto se to događa, tj. "zašto bi roditelj odgajao i ulagao u tuđeg mladunca", jer se ne na neki način ne uklapa u teoriju evolucije. Neke pretpostavke su, međutim, načinjene da objasne ovo čudno ponašanje. Odgajanje mladunca bi povećalo iskustvo otimača u odgajanju, čime bi se povećala vjerojatnost da i u budućnosti ima mladunce. Zbog naizgled uspješne reprodukcije, jedinka će biti uspješnija pri pronalaženju jedinke za parenje u narednoj sezoni parenja. Otimanje može dovesti i do udruživanja s otetim mladuncem koje joj može pomoći u narednim sezonama parenja. Međutim, očigledna je i realna opasnost od povrjeđivanja od strane pravog roditelja za vrijeme pokušaja otmice, ali i trošenje energije i truda oko mladunčeta koje je "ukradeno" od drugog pingvina. Na taj način, nije sigurno da li je ovakvo ponašanje zaista evolucijska prednost ili jednostavno greška kod jedinki koje ne prepoznaju svoje mladunče.

### Odnos između ljudi i pingvina
Pingvini su vrlo popularni kod ljudi, uglavnom zbog svog uspravnog, kao ljudskog, položaja i zbog gegajućeg načina hoda. Također, ljudi vole pingvine jer ih se pingvini ne boje, za razliku od većine ptica. Pingvini su se često znali prikazivati u crtanim filmovima kao da nose frak, zbog posebne boje njihovog perja. U skorije vrijeme je snimljeno nekoliko dugometražnih crtanih filmova o pingvinima, poput Ples malog pingvina (eng. Happy feet) i Pravi surferi (eng. Surf's Up). Logo operativnog sistema "Linux" je pingvin, Tuks.
Ljudi u svrhu prehrane prikupljaju jaja, koja su veoma ukusna, dok meso pingvina nije za jelo. Ipak, pingvini se ne boje čovjeka i istraživači im lako prilaze. Razlog je vjerojatno povijesno slabo prisustvo čovjeka kao grabežljivca u predjelima njihovih staništa. Pingvini uglavnom čuvaju udaljenost od oko tri metra, što je i granica koja se turistima obično nalaže da ne prelaze; ako pingvini sami, međutim, priđu bliže, što se često događa, nema potrebe za udaljavanjem.

### Prehrana pigvina
Hrane se uglavnom ribom, lignjama, rakovima, ali i drugim sitnim morskim životinjama, krilom i sl. Obično se pingvini koji žive bliže Južnom polu hrane krilom, dok se sjevernije nastanjeni hrane više ribom. Plijen hvataju kljunom i gutaju ga cijelog, čim ga uhvate u vodi.
Ako su u vodi, pingvini mogu utažiti žeđ vodom iz uhvaćenog plijena ili pijući male količine morske, slane, vode; pomoću takozvane slane žlijezde (supraorbitalne glandule) tik iznad očiju uklanjaju višak soli iz krvi. Sol se izbacuje kao koncentrizirana tekućina kroz nosnice. Ovo je prilagođenost uobičajena za morske organizme, pa samim tim i za morske ptice poput pingvina. Kada su na kopnu, vodu mogu dobiti jedući malo snijega.

## Rasprostranjenost
Pingvini žive u otvorenim morima južne polutke. Naročito su česti u obalnim vodama Antarktike, Novog Zelanda, južne Australije, Južne Afrike, Falklandima smještenim ispred istočnih obala Južne Amerike ali i na zapadnoj obali sve do Perua kao i na Galapagoskim otocima u blizini ekvatora. Kako pingvini vole hladnije predjele, u tropskim područjima se pojavljuju samo ako postoje hladne morske struje. To je slučaj s Humboldtovom strujom uz zapadnu obalu Južne Amerike kao i s Benguelskom strujom duž zapadne obale Afrike koja dopire sve do ekvatora. 
Većina vrsta živi između 45. i 60. stupnja južne zemljopisne širine. Najveći broj jedinki živi uz Antarktiku i na obližnjim otocima.

## Životni okoliš
Pravi životni prostor pingvina je otvoreno more, čemu su izvanredno prilagođeni. Na kopno dolaze samo radi gniježdenja. Tu žive na stjenovitim obalama južnih kontinenata, hladnim šumama umjerenih područja, podtropskim pješčanim plažama, područjima ohlađene lave na kojima gotovo uopće nema vegetacije, subantarktičkim travnjacima ali čak i na ledu Antarktike. Dok tropske vrste ostaju na svom području, druge vrste odlaze i više stotina kilometara daleko od oceana kako bi došle u područja gdje liježu mladunce.

## Vrste
Potporodica Spheniscinae:
- Rod Aptenodytes
  - Kraljevski pingvin, Aptenodytes patagonicus
  - Carski pingvin, Aptenodytes forsteri
- Rod Pygoscelis
  - Adelijski pingvin, Pygoscelis adeliae
  - Ogrličasti pingvin, Pygoscelis antarcticus
  - Žutonogi pingvin, Pygoscelis papua
- Rod Eudyptula
  - Patuljasti pingvin, Eudyptula minor
  - Mali pingvin, Eudyptula minor albosignata
- Rod Spheniscus
  - Mageljanski pingvin, Spheniscus magellanicus
  - Humboltski pingvin, Spheniscus humboldti
  - Galapagoski pingvin, Spheniscus mendiculus
  - Afrički pingvin, Spheniscus demersus
- Rod Megadyptes
  - Žutoglavi pingvin, Megadyptes antipodes
  - Waitaha pingvin[nedostaje izvor], Megadyptes waitaha
- Rod Eudyptes
  - Debelokljuni pingvin, Eudyptes pachyrhynchus
  - Snerski pingvin, Eudyptes robustus
  - Antipodski pingvin, Eudyptes sclateri
  - Žutouhi pingvin, Eudyptes chrysocome
  - Indopacifički žutouhi pingvin[nedostaje izvor], Eudyptes filholi
  - Krunati pingvin, Eudyptes moseleyi
  - Makvorijski pingvin, Eudyptes schlegeli

## Vanjske poveznice

### Drugi projekti
|  | Zajednički poslužitelj ima stranicu o temi Pingvini |
|  | Wikivrste imaju podatke o taksonu Pingvinima        |